# Krzywe (Świętajno)

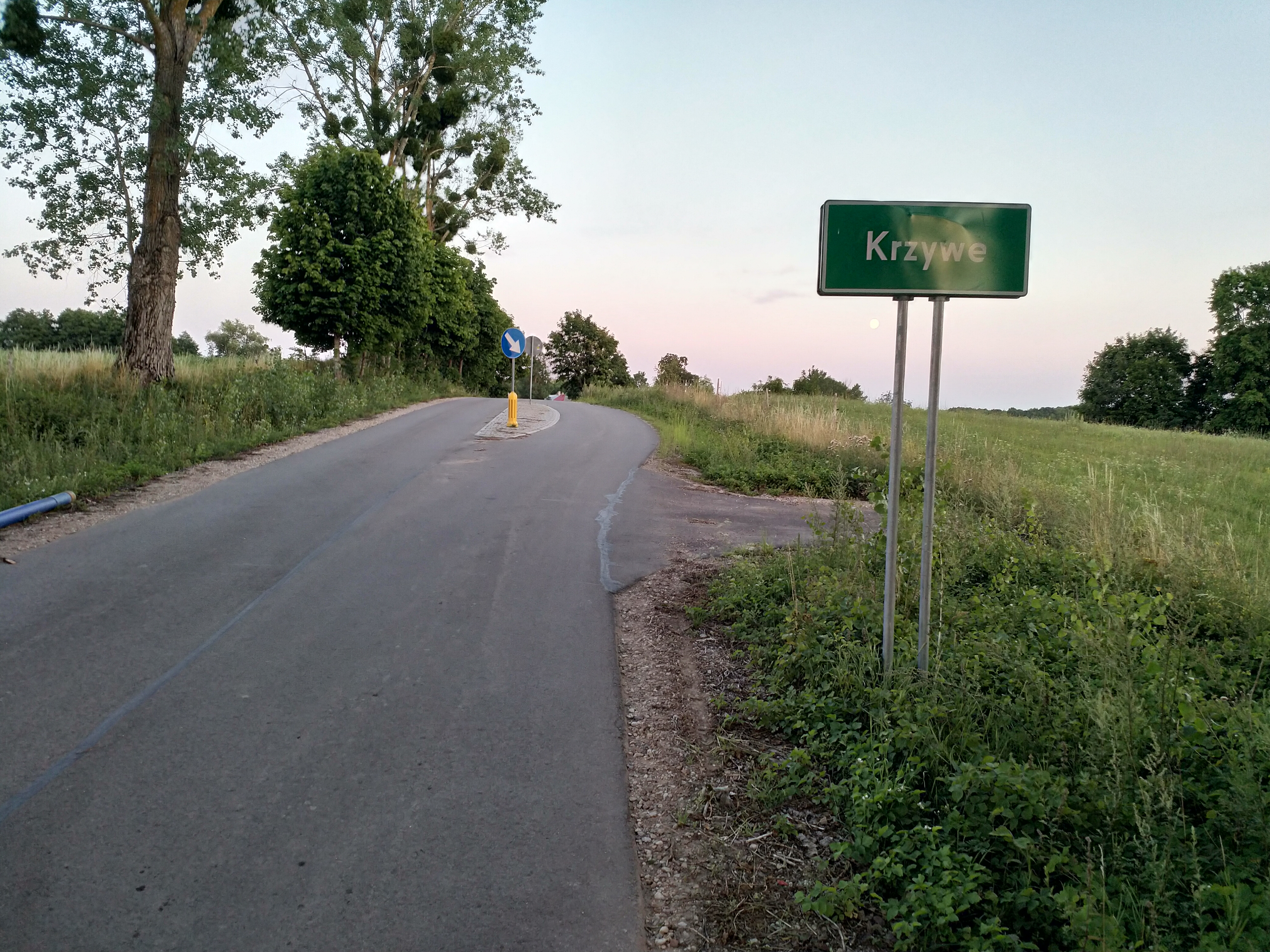
Krzywe (2024)

Krzywe (deutsch Krzywen, 1934 bis 1945 Bergenau) ist ein Dorf in der polnischen Woiwodschaft Ermland-Masuren, das zur Landgemeinde Świętajno im Powiat Olecki (Kreis Oletzko, 1933 bis 1945 Kreis Treuburg) gehört.

## Geographische Lage
Krzywe liegt am Ostufer des Krzywener Sees (1934 bis 1945 Bergenauer See, polnisch Jezioro Krzywe) in der östlichen Mitte der Woiwodschaft Ermland-Masuren, 16 Kilometer südwestlich der Kreisstadt Olecko (Marggrabowa, umgangssprachlich auch Oletzko, 1928 bis 1945 Treuburg).

## Geschichte
Das kleine vor 1785 Liepen, dann bis 1934 Krzywen genannte Dorf wurde im Jahre 1563 gegründet. 
Von 1874 bis 1945 war der Ort in den Amtsbezirk Schwentainen (polnisch Świętajno) eingegliedert, der zum Kreis Oletzko (1933 bis 1945 Kreis Treuburg) im Regierungsbezirk Gumbinnen der preußischen Provinz Ostpreußen gehörte.
Im Jahr 1910 zählte Krzywen 499 Einwohner, 1933 waren es noch 424. 
Aufgrund der Bestimmungen des Versailler Vertrags stimmte die Bevölkerung im Abstimmungsgebiet Allenstein, zu dem Krzywen gehörte, am 11. Juli 1920 über die weitere staatliche Zugehörigkeit zu Ostpreußen (und damit zu Deutschland) oder den Anschluss an Polen ab. In Krzywen stimmten 343 Einwohner für den Verbleib bei Ostpreußen, auf Polen entfiel keine Stimme.
Am 31. Januar 1934 wurde Krzywen aus politisch-ideologischen Gründen der Vermeidung fremdländisch klingender Ortsnamen in „Bergenau“ umbenannt. Die Einwohnerzahl betrug 1933 noch 401.
In Kriegsfolge kam das Dorf 1945 mit dem gesamten südlichen Ostpreußen zu Polen und erhielt die polnische Namensform „Krzywe“. Heute ist es Sitz eines Schulzenamtes (polnisch sołectwo) und somit eine Ortschaft im Verbund der Landgemeinde Świętajno (Schwentainen) im Powiat Olecki (Kreis Oletzko/Treuburg), vor 1998 der Woiwodschaft Suwałki, seitdem der Woiwodschaft Ermland-Masuren zugehörig.

## Religionen
Bis 1945 war Krzywen in die evangelische Kirche Schwentainen in der Kirchenprovinz Ostpreußen der Kirche der Altpreußischen Union und in die katholische Pfarrkirche in Marggrabowa (1928 bis 1945 Treuburg, polnisch Olecko) im Bistum Ermland eingepfarrt.
Heute gehört Krzywe zu der dem Ort am nächsten gelegenen evangelischen Kirchengemeinde in Wydminy (Widminnen), einer Filialgemeinde der Pfarrei Giżycko (Lötzen) in der Diözese Masuren der Evangelisch-Augsburgischen Kirche in Polen bzw. zur katholischen Pfarrkirche Świętajno (Schwentainen) im Bistum Ełk (Lyck) der Römisch-katholischen Kirche in Polen.

## Persönlichkeiten
- Franz Brodowski (* 6. April 1922 in Bergenau; † 1997), deutscher Rektor, Sprachtherapeut, Politiker und Landtagsabgeordneter (SPD)

## Verkehr
Krzywe ist lediglich über eine Landstraße zu erreichen, die von Sulejki (Suleyken, 1938 bis 1945 Suleiken) direkt in den Ort führt. 